# Bruno Åkesson
Jöns Bruno Vincent Åkesson (Malmö, 22 gennaio 1887 – Malmö, 3 febbraio 1971) è stato un lottatore svedese, specializzato nella lotta greco-romana.

## Biografia
Originario di Malmö, fu tesserato per la polisportiva Djurgårdens Idrottsförening di Stoccolma. 
Rappresentò la Svezia ai Giochi olimpici estivi di Stoccolma 1912, dove fu eliminato per ritiro al terzo turno del torneo dei pesi piuma nell'incontro con il tedesco Heinrich Rauß; nei due turni precedentì, entrambi risolti ai punti, sconfisse il norvegese Mikael Hestdahl e riuscì a battere il britannico Alfred Taylor.